# Хотилово (авиабаза)
Хотилово-2 — авиабаза (аэродром совместного базирования) в 20 км южнее города Бологое Тверская область, вблизи автомобильной трассы М10 Москва — Санкт-Петербург. Авиабаза находится в постоянной боевой готовности, обеспечивая охрану воздушного пространства Москвы и Центрального промышленного региона. Командует аэродромом в настоящее время полковник Живаев Михаил Анатольевич.

## История аэродрома
Первые самолёты в районе села Хотилово появились ещё до второй мировой войны.
В период с марта 1945 года по июль 1946 года на аэродроме базировались управление и полки 257-й истребительной авиационной Свирской дивизии, ВВС Московского военного округа , расформированной в июле 1946 года (Як-9М и Ла-7).
В 50-60-х годах прошлого века здесь базировались винтовые и первые реактивные самолёты. В ходе их эксплуатации погибли многие лётчики и летчики-испытатели — некоторых лётчиков хоронили на кладбище в селе Хотилово. До недавнего времени ещё можно было видеть могилы с пропеллерами. Городок аэродрома располагался вдоль шоссе. Взлётное поле и полосы рулёжки были созданы из типовых металлических трапов, которые и сейчас можно видеть в селе — их используют и как дорожки и как изгороди. При посещении Фиделем Кастро ракетной дивизии в городе Бологое-4, он прилетел с правительственной делегацией именно на аэродром Хотилово. Техническое обслуживание аэродрома шло через ближайшую железнодорожную станцию Куженкино. Там был оборудован пакгауз, погрузочная площадка и место для выгрузки топлива. Самолёты поступали и отправлялись по железной дороге в разобранном виде, в деревянных контейнерах серого цвета — фюзеляж и плоскости отдельно. Позже, в 70-х годах, городок и сам аэродром перенесли за несколько километров в сторону, за реку Шлина, где он и занимает современное положение.
С апреля 2006 производилась кардинальная реконструкция: увеличена длина ВПП с 2500 до 3000 метров и её ширина, полностью заменены покрытия ВПП, перрона и рулёжных дорожек на бетонный монолит; построены новые здания контрольно-диспетчерского пункта (КДП), стартового командного пункта (СКП) и несколько других строений различного назначения, в том числе здание дежурного звена. После реконструкции аэродром способен принимать любые типы российских военных самолётов, включая стратегические бомбардировщики Ту-160.
Приказом командующего войсками Командования Специального назначения с 24 сентября 2007 аэродром введен в эксплуатацию и готов к приёму и организации полетов государственной авиации.
Лётный состав авиабазы принимал активное участие в российско-белорусских учениях «Запад-2009», где отрабатывали вопросы перехвата воздушных целей. Кроме того, каждый год проводятся боевые стрельбы на полигонах Ашулук и Ладога.

## Состав авиабазы
В настоящее время на авиабазе дислоцируются:
- 790-й истребительный авиационный ордена Кутузова полк, на вооружении которого состоят самолёты МиГ-31 (две эскадрильи) и одна эскадрилья на Су-27;
- 844-й отдельный батальон связи и радиотехнического обеспечения.

С 2007 является аэродромом совместного базирования — помимо военной авиации, здесь базируется и гражданская — ФГБУ "Специальный лётный отряд «Россия». Аэродром используется Президентом РФ и его гостями при следовании в резиденцию «Ужин» на Валдае.

### 790-й истребительный авиационный полк
Полк сформирован как 69-й «А» истребительный авиационный полк в октябре-ноябре 1941 в Кировабаде на базе 69-го иап. 8 марта 1942 года получил новый номер: 790-й иап. На вооружении имел истребители ЛаГГ-3. 15 мая 1942 приступил к боевой работе в составе ВВС 46-й армии на Закавказском фронте.
В августе 1942 вошёл в состав 219-й бомбардировочной авиационной дивизии, которая действовала на Закавказском, а с января 1943 года на Северо-Кавказском фронте. С апреля 1943 действовал в составе 229-й истребительной авиадивизии. В мае 1944 выведен в тыл на переформирование, где вошёл в состав 129-й иад. Перевооружен истребителями Ла-5. С 13 октября 1944 и до конца войны действовал в составе 129-й иад на 3-м Белорусском фронте. Всего за годы войны летчиками полка одержано 182 воздушных победы.
В 1980—1993 годах полк летал на самолётах МиГ-25. С 1994 года авиаполк постепенно перевооружился на истребители-перехватчики МиГ-31. На время реконструкции авиабазы Хотилово в 2006—2008 годах авиаполк был временно перебазирован на авиабазу в Дорохово. С переходом на новый облик Вооружённых Сил РФ полк стал авиабазой в составе Оперативно-стратегического командования Воздушно-космической обороны ВВС, то есть переформированного Командования специального назначения. Авиаполк принял из Бежецкого истребительного авиационного полка эскадрилью Су-27. А в Бежецке осталась комендатура, структурно вошедшая в состав авиабазы Хотилово.

### 844-й отдельный батальон связи и радиотехнического обеспечения
844-й отдельный батальон связи и радиотехнического обеспечения (ОБС РТО) с 1953 года обеспечивает полеты 790-го иап. Батальон начал своё формирование в феврале 1953 на станции Куженкино Бологовского района Тверской области. В данный момент батальоном командует гвардии подполковник Сайганов Вадим Александрович. Организационно включает в себя отделения связи, РТО, роту РЗА, ТЭЧ и управление. В составе батальона находится весь комплекс радиотехнических средств обеспечения полетов: радиотехническая система ближней навигации (РСБН), приводная аэродромная радиостанция (ПАР), стартово-командный пункт (СКП), радиолокационная система посадки (РСП), светосигнальное оборудование (ССО) и др. В последние годы на вооружение поступили новейшие образцы современной техники — СКП «ИКСА», «Transcon» и др.

## Происшествия
- 20 марта 1990 г. катастрофа самолёта МиГ-25ПД, аэродром Хотилово, лётчик старший лейтенант Бабаханов К. А. Метеоусловия: ДСМУ, нижний край облачности 300 м, видимость 3 км, дождь. Лётчик выполнял задание по упражнению 19 КБП АПВО ИДД-86 «Воздушный бой со скоростной высотной неманеврирующей целью при сближении на пересекающихся курсах». При заходе на посадку в условиях значительного ухудшения погоды на удалении 4 км он доложил о проходе ДПРС и наблюдении полосы, приняв за неё створ, маркированный огнями подхода, и за 800 м до ВПП произвел посадку на два основных колеса. Однако, поняв, что допустил ошибку, взял ручку «на себя» и увеличил обороты двигателя. Самолёт отошёл от земли, но запаса энергии не хватило дотянуть до ВПП. За 300 м до полосы на больших углах атаки самолёт грубо столкнулся с основанием бруствера водной преграды, разрушился и загорелся. Лётчик погиб. Причинами ЛП явились: посадка самолёта на грунт до концевой полосы безопасности с последующим его разрушением вследствие восприятия лётчиком огней подхода за огни ВПП; потеря управления экипажем лицами ГРП на предпосадочном планировании самолёта и непринятие ими мер по предотвращению непреднамеренной посадки.

- 16 июля 1996 года, катастрофа МиГ-31 180 гв. иап (а/б Громово) — экипаж погиб. В 21 час 31 минуту на аэродроме Хотилово Тверской области экипаж самолёта МиГ-31 в составе командира корабля подполковника Ананко В.Ф. и штурмана корабля старшего лейтенанта Левченко К.П. выполнял взлёт. На разбеге произошел отказ авиационной техники, при сходе с ВГШ самолёт столкнулся с препятствием и взорвался.